# Jordan Ford

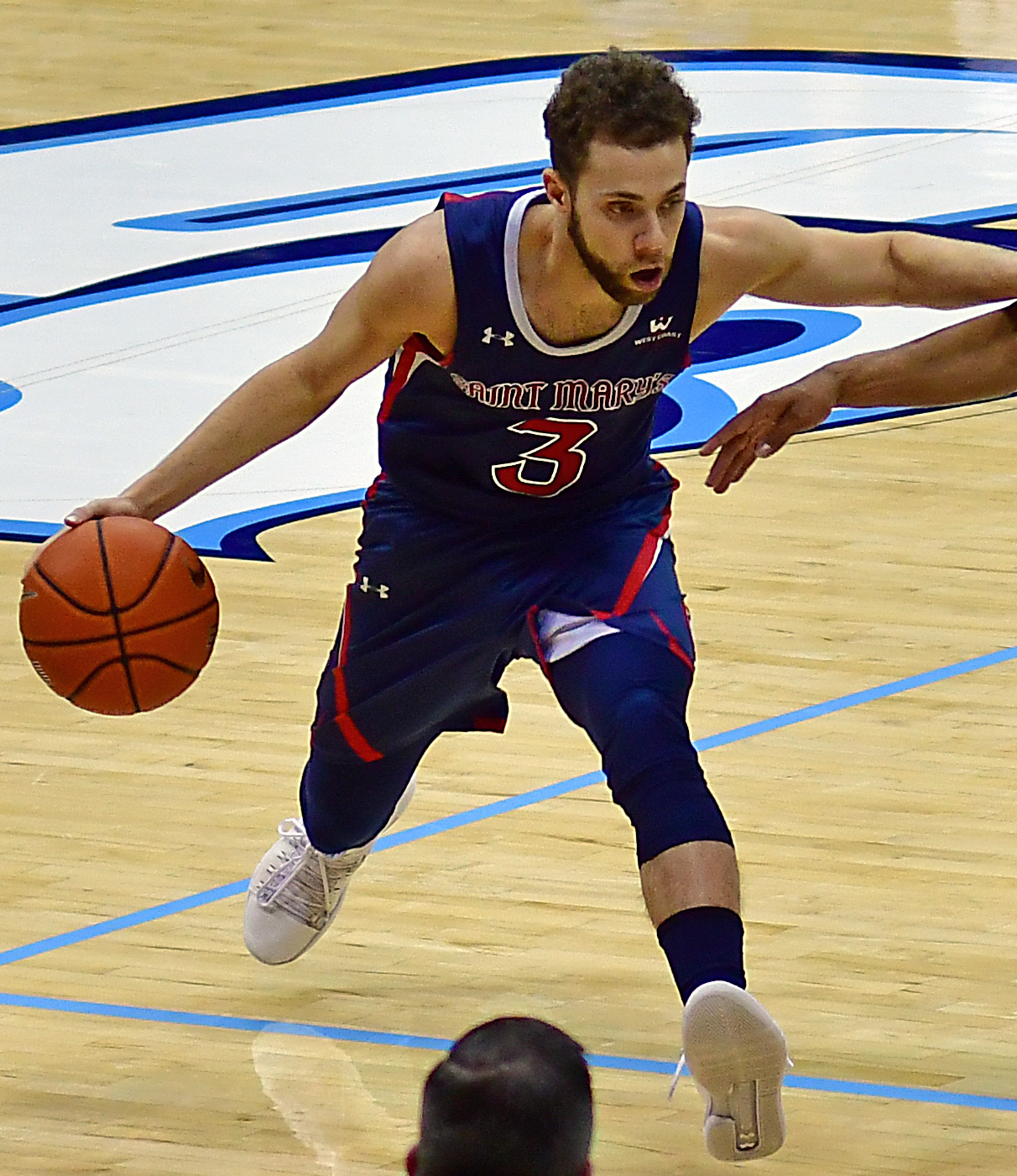
Jordan Ford, 2019.

Jordan Matthew Ford, född 26 maj 1998 i Citrus Heights i Kalifornien, är en amerikansk professionell basketspelare (PG/SG) som spelar för Sacramento Kings i National Basketball Association (NBA).
Han blev aldrig NBA-draftad.
Innan Ford blev proffs studerade han vid Saint Mary's College of California och spelade för deras idrottsförening Saint Mary's Gaels.